# Randy Winn
Pour les articles homonymes, voir Winn.
Dwight Randolph Winn (né le 9 juin 1974 à Los Angeles, Californie, États-Unis) est un ancien joueur de champ extérieur au baseball qui a joué en Ligue majeure de 1998 à 2010.
Il participe au match des étoiles en 2002.

## Carrière
Randy Winn est repêché par les Marlins de la Floride en 3e ronde en 1995 mais, laissé sans protection au repêchage d'expansion de novembre 1997, il est sélectionné par les Devil Rays de Tampa Bay. Winn fait ses débuts dans les Ligues majeures le 11 mai 1998 et s'aligne donc avec les Rays à leur saison inaugurale dans la Ligue américaine.
Le 3 octobre 1999, lors d'une visite des Yankees de New York au dernier jour de la saison des Rays, Randy Winn réussit sur une frappe du lanceur Jeff Juden un rare grand chelem à l'intérieur du terrain, qui sera le dernier en Ligues majeures avant celui d'Aaron Altherr en septembre 2015.
Il produit 75 points pour Tampa Bay et participe à son premier (et seul) match des étoiles en 2002 mais est échangé en octobre aux Mariners de Seattle. Dans un scénario très inhabituel, les Devil Rays transfèrent Winn à Seattle pour compenser la perte de leur manager Lou Piniella, parti diriger l'équipe de Tampa. À sa première saison sur la côte Ouest américaine, Winn produit à nouveau 75 points et affiche une moyenne au bâton de ,295. En 2003, il atteint un sommet personnel de 81 points produits.
Randy Winn est échangé des Mariners aux Giants de San Francisco le 30 juillet 2005. Avec les deux équipes, il présente une moyenne au bâton de ,306 au cours de cette saison. Il frappe également pour ,300 et ,306 lors des saisons 2007 et 2008 avec les Giants.
Il devient agent libre après la saison 2009. En janvier 2010, les Yankees de New York annoncent qu'ils en sont venus à une entente avec Winn pour un contrat d'un an.
Il passe chez les Cardinals de Saint-Louis le 5 juin 2010, quelques jours après avoir été libéré de son contrat par les Yankees.
Devenu agent libre après la saison 2010, Winn signe un contrat des ligues mineures avec les Orioles de Baltimore en février 2011. Il est libéré de ce contrat à la fin de l'entraînement de printemps des Orioles et annonce sa retraite le 1er avril.
Randy Winn joue 1717 matchs au total dans les Ligues majeures. Sa moyenne au bâton en carrière est de ,284 avec 1759 coups sûrs, dont 110 coups de circuit. Il compte 662 points produits, 863 points marqués et 215 buts volés.